# Leporellus retropinnis
Leporellus retropinnis är en fiskart som först beskrevs av Eigenmann 1922.  Leporellus retropinnis ingår i släktet Leporellus och familjen Anostomidae. Inga underarter finns listade i Catalogue of Life.